# Грабишин-Грабишинек
Грабишин-Грабишинек (пол. Grabiszyn-Grabiszynek) — оседле Вроцлава, расположенное на юге города в бывшей дзельнице Фабрычна. Население на 2023 год составило 13 048 человек.

## История
Деревня Грабишин впервые упоминается в 1149 году; она была одним из наделов Болеслава IV, переданных Олбинскому аббатству. Её название, вероятно, происходит от старопольского имени основателя или владельца деревни Грабиш (пол. Grabisz). Деревня также упоминается в старопольской латинизированной форме Grabiscin в латинском документе, выданном 12 августа 1201 года канцелярией папы Иннокентия III в Сеньи. Она лежала на пути с юга в Бреслау, который немцы называли «Польской дорогой» (нем. Polackenweg). В 1810 году, в результате секуляризации, поселение перешло в собственность государства.
Во Второй мировой войне в этой части города наиболее пострадала застройка вдоль Грабишинской улицы, за которую велись бои (поскольку она ведёт к центру Вроцлава). После войны улица была застроена в основном многоквартирными домами. Северная, промышленная часть улицы также была восстановлена: было построено несколько заводов.
Местность вошла в состав города в 1911 году. С 1952 года местность входила в состав новосозданной дзельницы Фабрычна. Дзельница была упразднена в 1991 году. В том же году и было основано оседле путём объединения оседле Грабишин (пол. Grabiszyn, нем. Gräbschen) и Грабишинек (пол. Grabiszynek, нем. Leedeborn).

## Сооружения
В районе есть Костёл святого Клемента, который раньше был местом паломничества к образу Богоматери Успокоительнице.
В оседле расположено несколько кладбищ. Рядом с Грабишинским парком расположено Кладбище итальянских солдат, на котором похоронены погибшие в Первой мировой войне солдаты Королевской итальянской армии, прежде всего погибшие в плену после Битвы при Капоретто.
В оседле также расположены Грабишинское кладбище и Кладбище польских солдат.

## Галерея

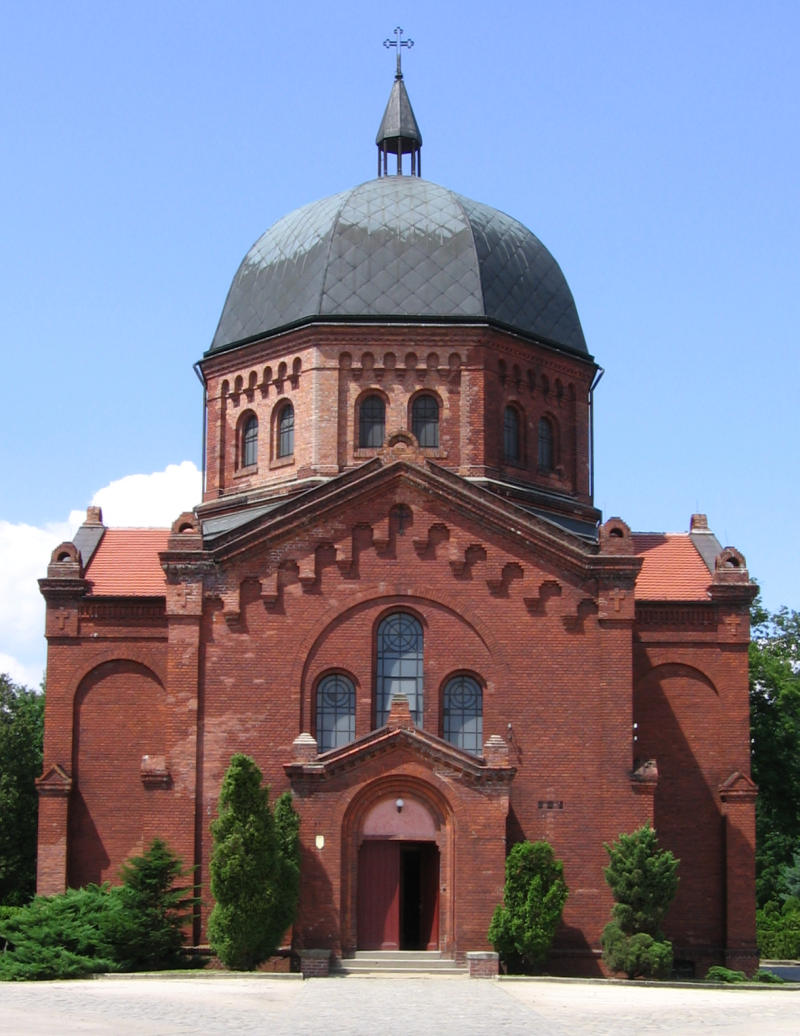
Часовня на Грабишинском кладбище
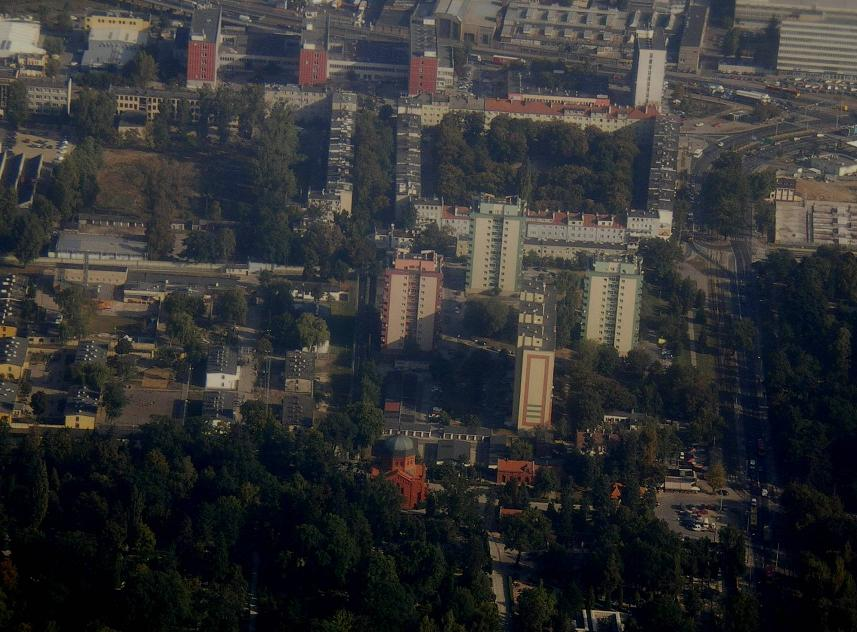
Здания в Грабишине с высоты птичьего полёта
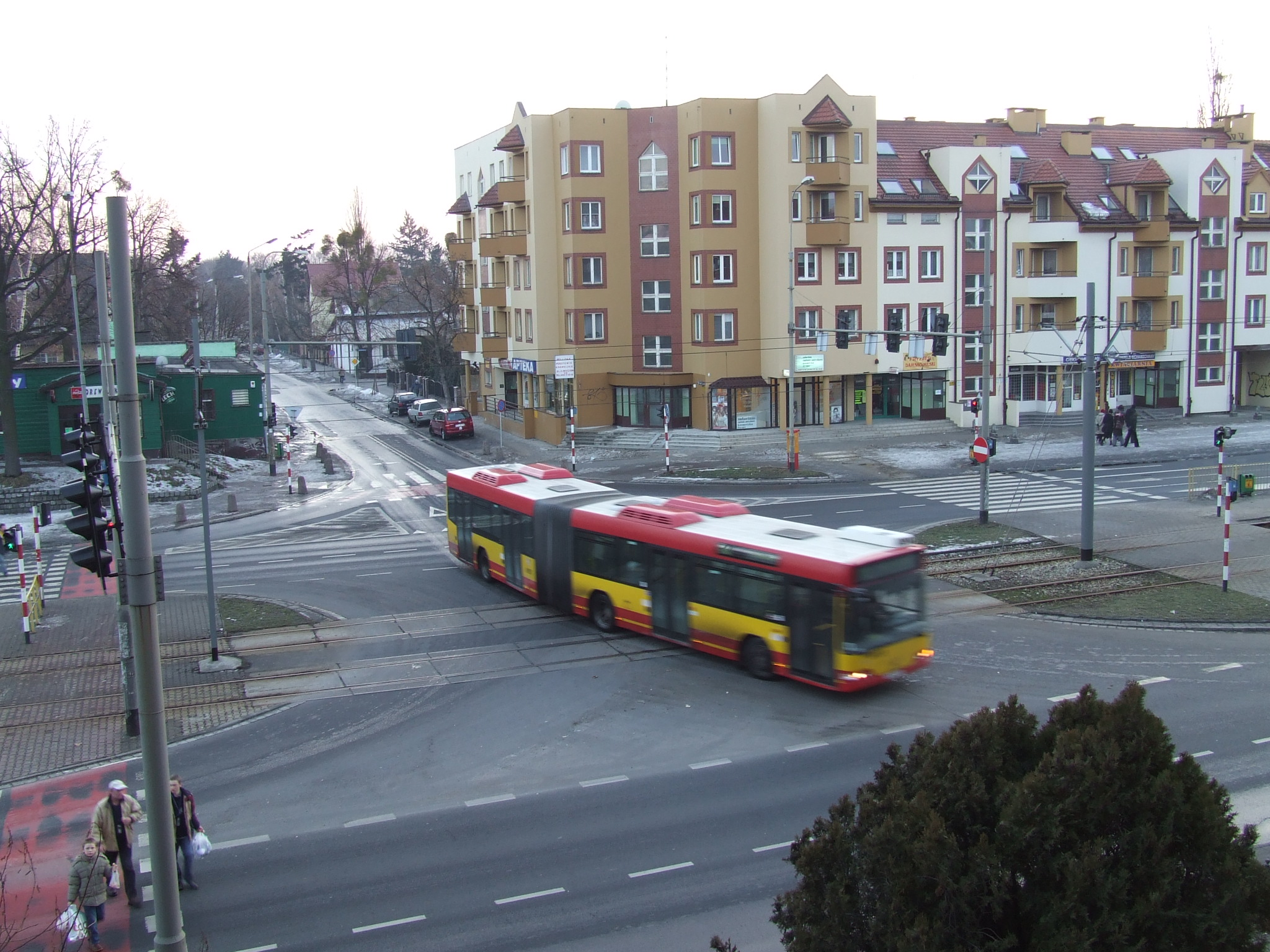
Автобус на аллее Халлера
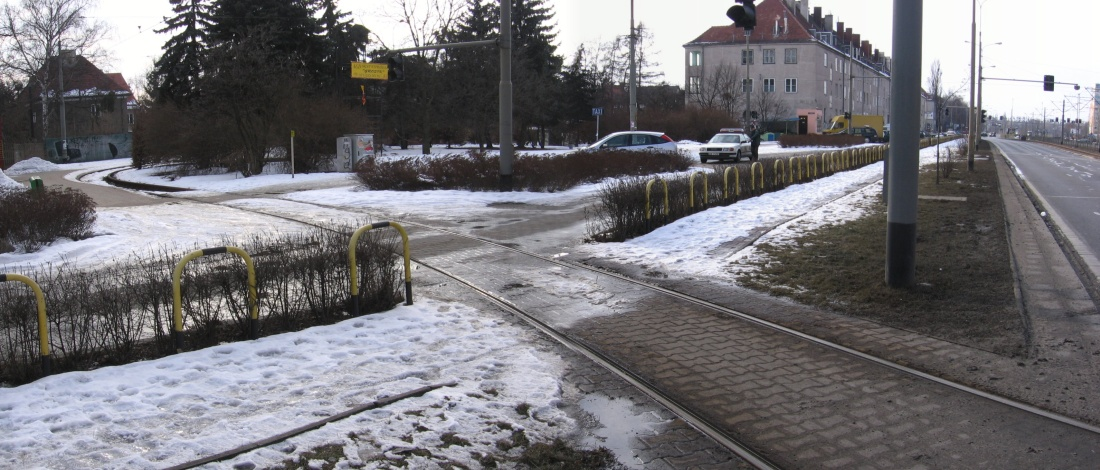
Трамвайная петля